# شرق یونانی و غرب لاتین

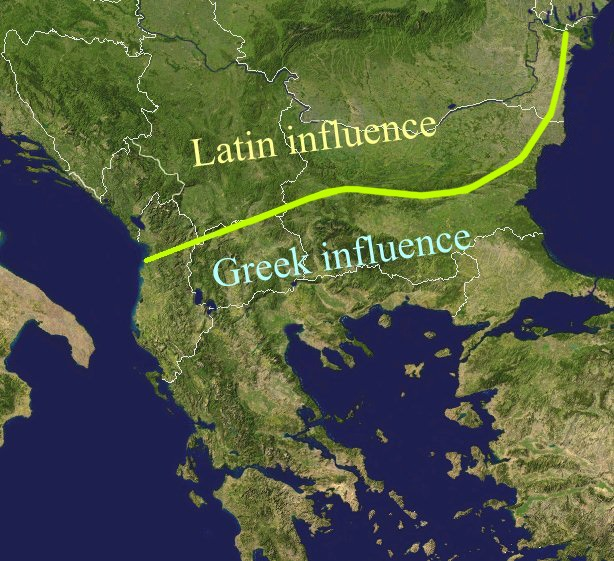
شرق یونانی و غرب لاتین

شرق یونانی و غرب لاتینی اصطلاحاتی است که برای تشخیص و تمایز بین دو بخش جهان یونانی رومی به کار می رفته است. در بخش شرقی که شامل آناتولی، اروپای شرقی و بخشی از خاورمیانه بوده، زبان یونانی به عنوان زبان میانجی محسوب می شده است و در بخش غربی که شامل اروپای مرکزی و اروپای غربی بوده، زبان لاتین به عنوان زبان میانجی به شمار می رفته است. این تفکیک در امپراتوری روم با دو بخش یونانی و لاتینی ریشه داشته است و با تقسیم اداری این امپراتوری به امپراتوری روم غربی و امپراتوری روم شرقی در خلال سده های سوم تا پنجم میلادی تشدید شده است. پس از سقوط امپراتوری روم غربی در سده پنجم میلادی، این تعابیر برای دو ناحیه که پیشتر قلمرو این دو امپراتوری بود به کار رفته است و حتی برای سرزمین هایی که تحت تأثیر فرهنگ هر یک از این دو بخش بوده اما هرگز جزو امپراتوری نبوده نیز استفاده شده است. پس از جدایی کلیسای شرق و غرب در سده دهم میلادی مناطق تابع کلیسای ارتدوکس به عنوان شرق یونانی و مناطق تابع کلیسای کاتولیک و بعدتر کلیسای پروتستان به عنوان غرب لاتینی محسوب شده است.